# Mãe Carmem
Carmen Oliveira da Silva, conhecida por Mãe Carmen do Gantois ou Mãe Carmen de Oxalá, (Salvador, 29 de dezembro de 1928) é a Ialorixá do Candomblé, do Terreiro do Gantois, na cidade de Salvador, Bahia, Brasil.
É a filha mais nova de Mãe Menininha do Gantois, sendo a irmã caçula de Mãe Cleusa Millet. Passou toda sua vida se dedicando ao candomblé com a mãe. Carmen foi iniciada no Candomblé para Oxalá, que é o seu Orixá de cabeça. Quando ainda era criança e desde então, não parou mais de se aprofundar nos estudos religiosos e fazer suas obrigações espirituais. Após a morte de Mãe Cleusa de Nanã, em 15 de outubro de 1997, ela assumiu o cargo de Ialorixá do Terreiro.

## Vida e obra
Carmen Oliveira da Silva, funcionária aposentada do Tribunal de Contas do Estado da Bahia, seguiu por alguns anos em sua carreira de contadora, mas o seu destino já havia sido traçado pelos orixás, e foi convocada para assumir o trono do Gantois. Filha caçula de Mãe Menininha, Mãe Carmem de Oxaguiã foi iniciada aos 7 anos de idade, nasceu e cresceu dentro da Casa do Candomblé, e viveu grande parte de sua vida como Ialaxé do Gantois. É mãe de 2 filhas, Ângela Ferreira Iaquequerê e Neli Cristina Iadagã; tem 3 netos, sendo todos iniciados no candomblé, e uma bisneta. Desde 2002, está no comando do Candomblé do Ilé Iá Omi Axé Iamaxé – Terreiro do Gantois, na cidade de Salvador, Bahia, Brasil,quando assumiu o posto de Ialorixá.
Ao longo dessa trajetória, desempenha um papel fundamental na preservação das tradições de sua família, que possui ancestralidade africana, dando seguimento com muito respeito, amor e firmeza à missão que os Orixás designaram.
Recebeu a Medalha 02 de Julho, pela Prefeitura Municipal de Salvador, entregue a personalidades baianas de destaque. E, pelo Governo do Estado, possui o título de Grã Mestre Comendadora. Em virtude de todo o trabalho que tem desenvolvido para preservação das tradições numa perspectiva de diálogo inter-religioso, Mãe Carmen foi agraciada com a “Medalha dos 5 Continentes ou da Diversidade Cultural”, comenda entregue pela Unesco, através Presidente do Conselho Executivo da Unesco e Delegado Permanente do Benin, Embaixador Olabii Babalolá Joseph Yai, em maio de 2010. Além da comenda, Mãe Carmen recebeu do Embaixador as faixas da Sociedade Secreta Gueledés, por ser uma liderança que salvaguarda a ancestralidade de matriz africana em sua comunidade.
Participou da coletânea de textos para o livro “Recomeços”, da jornalista e escritora Lina de Albuquerque, pela Saraiva Editora, com um depoimento de vida, relatando a trajetória determinada pela ancestralidade.
Além da parte religiosa, Mãe Carmen também promove ações sócio-educativas junto a comunidade do Gantois, realizando, juntamente com a Associação de São Jorge Ebé Oxóssi, benfeitorias para o bairro.
Na parte cultural, empreendeuações voltadas para acessibilidade à memória da religiosidade de matriz africana na Bahia, com cursos de ritmos e toques, dança, bordados tradicionais, dentre outros, intercâmbio com instituições culturais do Brasil e do exterior, principalmente África, Cuba, França e Estados Unidos, que possuem eixos de trabalho e pesquisa voltados para a problemática social do negro. Com o tombamento do Gantois, em 2002, também voltou-se para os cuidados com a questão patrimonial material e imaterial existente no Memorial Mãe Menininha, cujo resultado pode ser conferido com a obra “Memorial Mãe Menininha do Gantois – Seleta do Acervo”, da qual é autora e que foi lançada em julho de 2010. Ainda no campo artístico, Mãe Carmen foi homenageada com a composição da música “A Força do Gantois”, composta pelo sambista Nelson Rufino, lançada em agosto de 2011. Em março de 2013 retornou ao cargo de Presidente da Associação de São Jorge Ebé Oxóssi, entidade mantenedora da Casa do Gantois, tendo sido eleita pelos associados integrantes e pela comunidade-terreiro.